# Halammohydra octopodides
Halammohydra octopodides är en nässeldjursart som beskrevs av Adolf Remane 1927. Halammohydra octopodides ingår i släktet Halammohydra och familjen Halammohydridae. Arten är reproducerande i Sverige. Inga underarter finns listade i Catalogue of Life.